# Vilâyet Aleppo

Das Vilâyet Aleppo

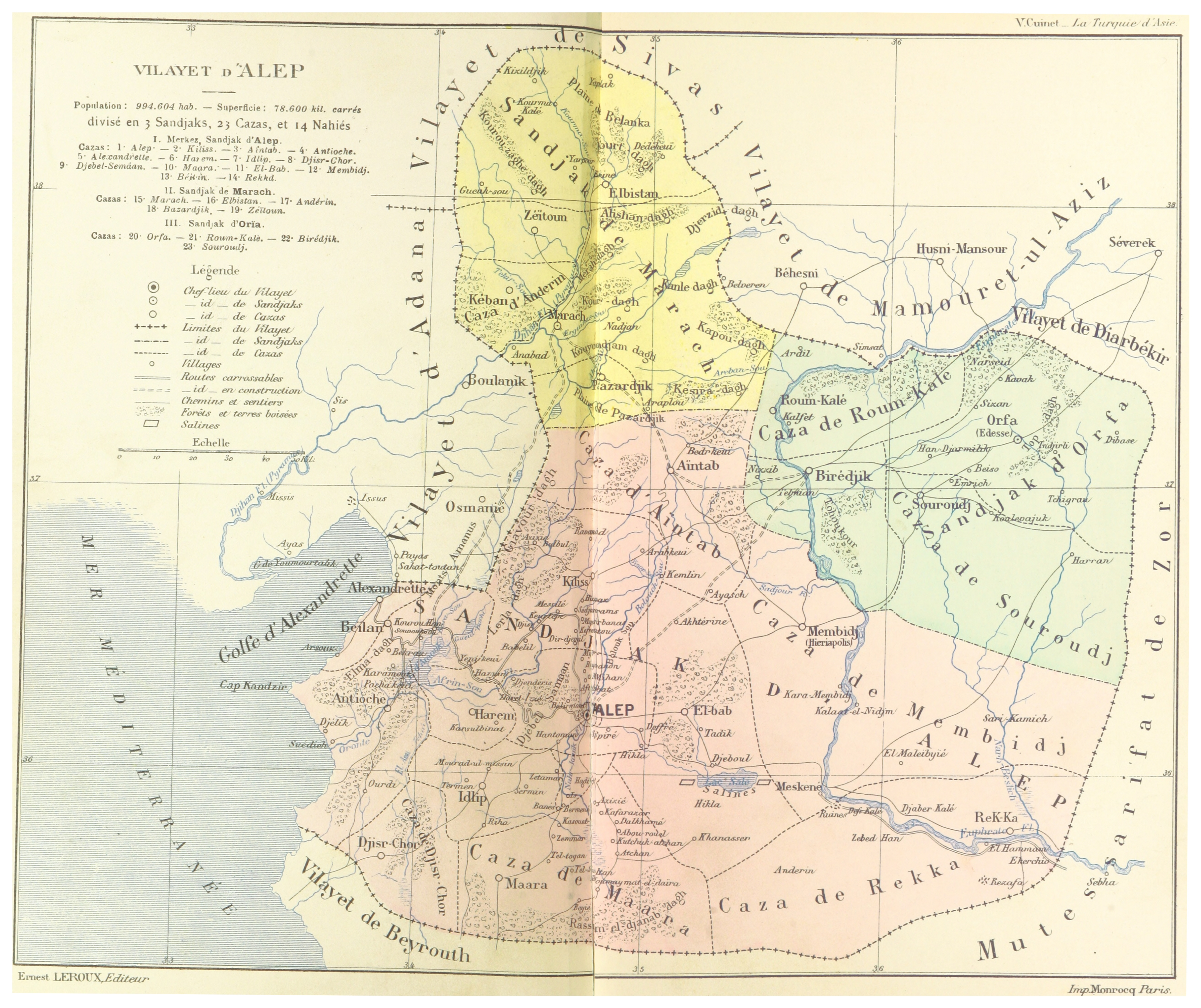
Karte zum Vilayet Aleppo von 1892

Das Vilâyet Aleppo (türkisch Halep Vilâyeti) war eine 1864 errichtete Provinz im Osmanischen Reich, die auf dem Gebiet des heutigen Syrien sowie der türkischen Provinz Hatay bestand. Es hatte eine Fläche von 86.600 km².
Die Provinzhauptstadt des Vilâyets war Aleppo. Das Vilâyet wurde im Zuge der Teşkil-i Vilâyet Nizamnâmesi genannten Verwaltungsreform errichtet. Es bestand bis 1920, als nach dem Ersten Weltkrieg Frankreich das Gebiet in das Völkerbundmandat für Syrien und Libanon umwandelte.
Das Vilâyet bestand aus folgenden Sandschaks:
- Halep
- Ayıntab
- Urfa
- Maraş

## Bevölkerung
Im Jahre 1914 waren 576.320 Einwohner Muslime, allerdings gab es vor der großen Griechenverfolgung auch nichtmuslimische Minderheiten: Darunter waren 40.843 Armenier und 21.954 Griechen.
| Jahr  | Einwohner |
| 1874  | 535.700   |
| 1884  | 756.300   |
| 1890  | 994.600   |
| 1891  | 995.800   |
| 1900  | 996.300   |
| 1910  | 944.800   |
| 1920  | 787.000   |
| Y & G |           |